# دانیلا هونگر
دانیلا هونگر (آلمانی: Daniela Hunger؛ زادهٔ ۲۰ مارس ۱۹۷۲) شناگر اهل آلمان شرقی است.